# Juan Serrano de Zapata

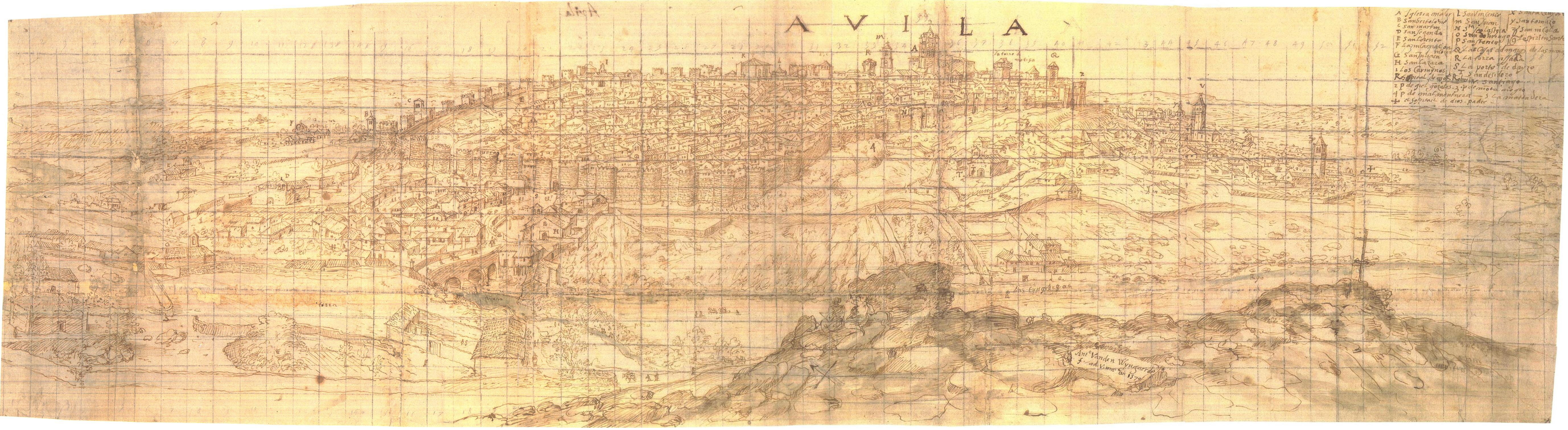
Su ciudad natal, Ávila, en 1570 por Anton van den Wyngaerde.

Juan Serrano de Zapata (Ávila, ¿?-Génova, 1632) fue un político y diplomático español al servicio de Felipe III y Felipe IV.

## Biografía
Nació en Ávila en el seno de una familia de la baja nobleza. Era hijo de Pedro Álvarez Serrano, regidor de Ávila y Leonor de Zapata, hermana de Francisco de Zapata, primer conde de Barajas . Tuvo dos hermanos, Álvaro y Vicente Zapata, caballero de la orden de Calatrava y comendador de Jimena en esta orden y una hermana, Luisa Zapata, casada con Fernando de Ribera Coello (o Cuello), señor de Villarejo de la Peñuela. Esta última tendría descendencia: Pedro Coello de Ribera (en 1618, I conde de la Ventosa) y Juan Zapata de Ribera.
Entre sus primos contó con Antonio, que sería después cardenal y virrey de Nápoles. Estudio en el Colegio Mayor de Cuenca en Salamanca.
Siendo regidor de Ávila fue nombrado procurador de esa ciudad en las cortes de Valladolid de 1602. Fruto de esta procuración, el 2 de septiembre de 1604 sería nombrado fiscal del Consejo de Órdenes. Juró su cargo siete días después en Valladolid.
Fue investido caballero de la orden de Alcántara en 1604. Sería de nuevo procurador por Ávila en las Cortes de Madrid celebradas entre 1607 y 1611, así como en las de Madrid de 1621, así como en las de Madrid de 1621.
El 22 de agosto de 1609 fue nombrado consejero del Consejo de Órdenes en sustitución de Luis de Padilla, que había pasado como consejero del de Castilla. Juró su cargó como consejero el 31 de agosto de 1609.
En 1623 adquirió en Madrid una casa o quinta en la calle del Piamonte con vuelta a la del Barquillo. La compra se realizó en el concurso de acreedores de su anterior propietario, Diego Álvarez de Peralta.
El 23 de enero de 1629 fue nombrado embajador de Felipe IV en la República de Génova. Partió a esta ciudad desde el puerto de Barcelona en marzo de 1629.
Murió en Génova en 1633. A su muerte se declaró el concurso de acreedores sobre sus bienes.
Contrajo matrimonio con Antonia María Rotulo Carrillo, señora de Somontín y Fines. El matrimonio no tuvo sucesión y su esposa le sobrevivió.

### Individuales
1. ↑  Vari, Autori (9 de enero de 2012). Libertà e dominio: Il sistema politico genovese: le relazioni esterne e il controllo del territorio (en italiano). Viella Libreria Editrice. p. 207. ISBN 978-88-8334-715-3. Consultado el 25 de diciembre de 2022.
2. ↑  Belluga y Moncada, Luis Antonio (1722). Contra los trages, y adornos profanos en que de doctrina de la Sagrada Escritura, padres de la iglesia ... donde se dan doctrinas importantissimas, y transcendentales contra todo genero de vicios muy utiles para predicadores, y confessores, y para todos los fieles. por Jayme Mesnier. p. 229. Consultado el 25 de diciembre de 2022.
3. ↑  Burgos, Augusto de (1862). «Condes de Barajas». Blason de España, libro de oro de su nobleza: reseña genealogica y descriptiva de la Casa Real, la Grandeza de España, y los títulos de Castilla. Letra B. Rivadeneyra. p. 16. Consultado el 18 de febrero de 2023.
4. ↑  Calatrava, Orden de (1748). Difiniciones de la Orden y Cavalleria de Calatrava: conforme al capitulo general, celebrado en Madrid año de 1652. En la Imprenta del Mercurio. p. CCXXIII. Consultado el 18 de febrero de 2023.
5. ↑  Pascual, Luis Vilar y; Psayla, Juan José Vilar (1859). «Zapata». Diccionario histórico, genealógico y heráldico de las familias ilustres de la monarquía española ... F. Sanchez à cargo de A. Espinosa. p. 451. Consultado el 18 de febrero de 2023.
6. 1 2  Gascón de Torquemada, Gerónimo (1991). «Março de 1623». Gaçeta y nuevas de la Corte de España desde el año 1600 en adelante. RAMHG. p. 146. ISBN 9788460078555. Consultado el 26 de septiembre de 2019. «A los 19, entro en esta Corte el Cardenal Çapata, de su Virreynado de Nápoles, y se hospedó en la quinta de su hermano Don Juan Serrano Zapata del Consejo de Órdenes.»
7. ↑  Dánvila y Collado, Manuel (1886). El poder civil en España: Memoria premiada por la Real academia de ciencias morales y políticas en el concurso ordinario de 1883. Impr. y fundición de M. Tello. p. 97. Consultado el 25 de diciembre de 2022.
8. ↑  «Nuevos datos para escribir la historia de las Cortes de Castilla en el reinado de Felipe III». Boletín de la Real Academia de la Historia (Real Academia de la Historia): 219. 1886. Consultado el 25 de diciembre de 2022.
9. ↑  Postigo Castellanos, Elena (1987). Honor y privilegio en la Corona de Castilla: el Consejo de las Órdenes y los Caballeros de Hábito en el s. XVII. Junta de Castilla y León. p. 107. ISBN 978-84-505-7067-0. Consultado el 18 de febrero de 2023.
10. ↑  Gómez Rivero, Ricardo (30 de agosto de 2003). «Consejeros de Órdenes. Procedimiento de designación (1598-1700)». Hispania 63 (214): 725. ISSN 1988-8368. doi:10.3989/hispania.2003.v63.i214.228. Consultado el 25 de diciembre de 2022.
11. ↑  Caro de Torres, Francisco (1629). Historia de las Ordenes militares de Santiago, Calatrava y Alcantara, desde su fu[n]dacio[n] hasta el Rey Don Filipe Segundo,... Ordenada por el lice[n]ciado Fra[n]cisco Caro de Torres con acuerdo de los senores del consejo real de las Ordenes,... Dirigida al rey Don Filipe III,.... por Juan Gonzalez. p. 191. Consultado el 25 de diciembre de 2022.
12. ↑  Dánvila y Collado, Manuel (1886). El poder civil en España: Memoria premiada por la Real academia de ciencias morales y políticas en el concurso ordinario de 1883. Impr. y fundición de M. Tello. p. 98. Consultado el 25 de diciembre de 2022.
13. ↑  «Nuevos datos para escribir la historia de las Cortes de Castilla en el reinado de Felipe III». Boletín de la Real Academia de la Historia (Real Academia de la Historia): 366. 1886. Consultado el 25 de diciembre de 2022.
14. ↑  Dánvila y Collado, Manuel (1886). El poder civil en España: Memoria premiada por la Real academia de ciencias morales y políticas en el concurso ordinario de 1883. Impr. y fundición de M. Tello. p. 366. Consultado el 25 de diciembre de 2022.
15. ↑  Pacini, Arturo (13 de junio de 2013). Desde Rosas a Gaeta. La costruzione della rotta spagnola nel Mediterraneo occidentale nel secolo XVI: La costruzione della rotta spagnola nel Mediterraneo occidentale nel secolo XVI (en italiano). FrancoAngeli. p. 152. ISBN 978-88-568-7144-9. Consultado el 25 de diciembre de 2022.
16. ↑  Abreu y Bertodano, José Antonio (1745). Coleccion de los tratados de paz, alianza, neutralidad, garantia ... hechos por los pueblos, reyes y principes de España con los pueblos, reyes, principes, republicas y demás potencias de Europa ...: desde antes del establecimiento de la monarchia gothica hasta el feliz reynado del rey N.S. D. Phelipe V. por Juan de Zuñiga, Antonio Marin y la viuda de Peralta. Consultado el 25 de diciembre de 2022.
17. ↑  «Carta de Juan Serrano Zapata, embajador de España en Génova, a Felipe IV, rey de España, sobre la dificultad y dilación que ponen las autoridades de la república de Génova en dejar desembarcar las compañías de infantería que llegaron de Valencia y Cataluña en sus puertos.». Portal de Archivos Españoles. 12 de febrero de 1631.
18. ↑  «1492-1838. Somontín, tierra de Señorío». Somontín, Balcón del Almanzora. Consultado el 26 de diciembre de 2022.